# 대구광역시립서부도서관
대구광역시립서부도서관(大邱廣域市立西部圖書館, Daegu Seobu Public Library)은 대한민국 대구광역시 서구 지역을 관할로 하여 독서진흥, 평생교육 등의 업무를 실시하는 공공기관이다.

## 연혁
| 년월일     | 연혁                                      |
| ---------- | ----------------------------------------- |
| 1992.09.22 | 대구직할시립서부도서관 설치(조례 제447호) |
| 1995.01.01 | 대구광역시립서부도서관으로 명칭 변경      |

## 같이 보기
- 대구광역시의 도서관 목록